# Цацакой (гора)
Цацакой (Цацакх) — горная вершина в Ботлихском районе Дагестана. Высота над уровнем моря составляет 2473 метра. На южных склонах горы берет начало река Ахкете. Ущелья Ахкете (Цацакх-Iин), по которому протекает река, имеет и второе название Цацакха, у подножия горы Цацакой, откуда и вытекает река Ахкете, располагалась поселение Цацака, родовое село чеченского тайпа цацакой.